# Mbama
Pour le village de Mbang, voir Mbama (Mbang).
Mbama est un village du Cameroun situé dans la région de l’Est, le département du Haut-Nyong et la commune d'Atok, sur la route qui relie Abong-Mbang à Ayos, au carrefour vers Messamena.

## Population
En 1966-1967, Mbama comptait 405 habitants, principalement des Maka Bebend, un sous-groupe des Maka. Lors du recensement de 2005, on y dénombrait 892 personnes.